# إبور بكر
إبور بكر (بالفرنسية: Ibor Bakar)‏ (مواليد 25 مارس 1986 في مرسيليا) لاعب كرة قدم قمري يجيد اللعب في خط الوسط في نادي مارينيان الفرنسي .

## وصلات خارجية
- إبور بكر على موقع الاتحاد الدولي (مؤرشف)  (الإنجليزية)
- إبور بكر على موقع قاعدة بيانات كرة القدم.إي يو (الإنجليزية)
- إبور بكر على موقع ناشيونال فوتبول تيمز (الإنجليزية)
- إبور بكر على موقع Soccerway.com (الإنجليزية)
- إبور بكر على موقع كووورة